# 酒井俊春
酒井 俊春（さかい としはる、昭和49年（1974年）4月22日 -）は、雑誌、広告写真を専門とする写真家、フォトグラファーである。福島県福島市出身。埼玉県在住。

## 経歴
中学時代、写真好きの祖父のカメラ「ライカ」を形見として譲り受けたところから写真に興味をもち、ネイチャーフォトを中心に様々な写真を撮り始める。
埼玉県立上尾沼南高等学校（現：埼玉県立上尾鷹の台高等学校）専門学校東京ビジュアルアーツを卒業。
卒業後、地元写真館にて商業写真（学校写真／店舗広告写真／婚礼写真など）を中心に6年間フォトグラファーとして活動。同時期に東京ビジュアルアーツ卒業生合同写真展にて「river cricis」を発表する。カメラマンとして雑誌広告写真に転向し、各種雑誌媒体、企業広告などにて撮影ジャンルの幅を広げる。2009年、フリーランスフォトグラファーとして雑誌広告媒体を中心に活動している。

## その他
2000年、自身がクリスチャンであることから知り合った、日系ペルー人の加藤マヌエル神父が設立したペルーのストリートチルドレンの保護施設「エンマヌエルホーム」にて単身ボランティア活動を行っている。そのため、多少のスペイン語のスキルがある。
直木賞作家、森絵都から写真についての信頼を受けており、集英社文庫より発行中の作品「ショート・トリップ」「屋久島ジュウソウ」などの作品の著者撮影を行っている。

## 主な撮影媒体実績
- 角川クロスメディア・東京ウォーカー／ChouChou／大人のウォーカー
- 昭文社・トラベルストーリー／まっぷるマガジン／新個人旅行
- 交通新聞社・月刊散歩の達人／散歩の達人MOOK鎌倉江の電完全案内
- エイ出版社・東京生活／東京逸品百選
- 日本テレビ出版・伊東家の食卓カンタンレシピブック／ズームインサタデー厳選 極楽温泉　ぴあ・東京プレミアダイニング2009
- JTBワールドバケーションズ・ルックJTB海外ウェディング（パンフレット撮影）
- ルートメディアホールディングス・LUXURY SPAFINDER（日本版） KKベストセラーズ・一個人
- 交通タイムス社・有名人が通う美味しいお店　ベルシステム21・マンスリーm

などがある。